# Schechen (Münsing)
Schechen ist ein Gemeindeteil von Münsing im oberbayerischen Landkreis Bad Tölz-Wolfratshausen. Der Weiler liegt circa zwei Kilometer südlich des Starnberger Sees und weniger als einen Kilometer nördlich des Iffeldorfer Ortsteils Sanimoor.

## Geschichte
Schechen wurde zwischen 1790 und 1806 vom bayerischen Herzog Maximilian IV. gegründet mit dem Ziel, Menschen aus der unteren Gesellschaftsschicht eine Existenz zu ermöglichen.